# 「拒絕統戰，守護台灣」大會
「拒絕統戰，守護台灣」大會，又稱419大遊行，是2025年4月19日下午在台灣台北市凱達格蘭大道的大型集會遊行。該活動訴求為反對中國共產黨滲透及統戰、守護台灣的民主自由。

## 背景
2025年3月，網紅八炯檢舉宣揚武統台灣的陸配網紅亞亞，並對移民署的處理進度表示不滿。之後八炯的粉絲希望他舉辦反統戰、反共活動並支持大罷免潮，所以八炯在4月中旬和罷免團體合作，舉辦「守護台灣、拒絕統戰」。他稱，中國國民黨立法委員所作所為親共，該黨已失去其核心價值。
此後一週，國民黨主席朱立倫在同地點舉辦426「反綠共，戰獨裁」遊行。

## 經過
該集會於總統府前的凱達格蘭大道舉行，於4月19日下午兩點正式開始。活動開始前的下午一點，現場的椅子已經坐滿，不少民眾在街道上等待。網紅八炯、聯華電子創辦人曹興誠，以及民進黨立法委員出席宣講。活動現場設有全台灣各地35個泛藍立委罷免團體的擺攤區，並收集連署書。許多民眾手持中華民國、韓國、日本及美國國旗。集會活動原定於下午6點30分結束，最終延至晚間7時左右結束。
活動接近尾聲時，約在下午6點40分至6點50分間，主辦單位宣布現場人數已超過5.5萬人。王義川於下午5點進行宣講，並指出，從台上往下看，現場的人群並非動員而來，都是自發性參與，並且已蔓延到仁愛路、信義路，快接近林森南路，中山南路慢車道全都是人。活動結束前，八炯預告將於八月推出紀錄片。
活動前半場由嘉義市議員顏翎熹主持，後半場由立法院榮譽顧問前立委陳柏惟及台北市議員苗博雅主持。

### 主要宣講者
- 聯電創辦人 曹興誠
- 印太戰略智庫執行長 矢板明夫
- 退役陸軍少將 丘衛邦
- 鷹爸 徐柏岳
- 民進黨立委：沈伯洋、黃捷、王定宇、王義川、陳培瑜、郭昱晴
- 無黨籍桃園市議員 于北辰
- 台北市議員 苗博雅
- 嘉義市議員 顏翎熹
- 前台北市議員 邱威傑
- 前立委 陳柏惟
- 「山除薇害」（罷免王鴻薇團體）發言人 阿美
- 罷免葉元之領銜人 史書華
- 網紅：波特王、皮筋兒、陳柏源
- 歷史作家 李文成
- 主播 廖筱君
- 編劇 陳世杰
- 饒舌歌手 楊舒雅

## 爭議

### 參與者言論
遊行當日，歌手楊舒雅唱出「女人也能幹男人」的歌詞內容，引發議論。對此，中國國民黨籍桃園市議員詹江村稱社運圈子充滿一夜情、好色等語。
楊舒雅批評為何無人正視男性口中的性詞彙，並稱要檢討這一切背後的文化。
活動當中，「閩南狼」發言時高喊「反攻大陸，光復台灣」，和網紅「館長」陳之漢「去當兵啦！」對此言論，國民黨立委林沛祥批評「閩南狼」不尊重軍人，指出館長是特種部隊出身。

### 涉嫌效仿納粹

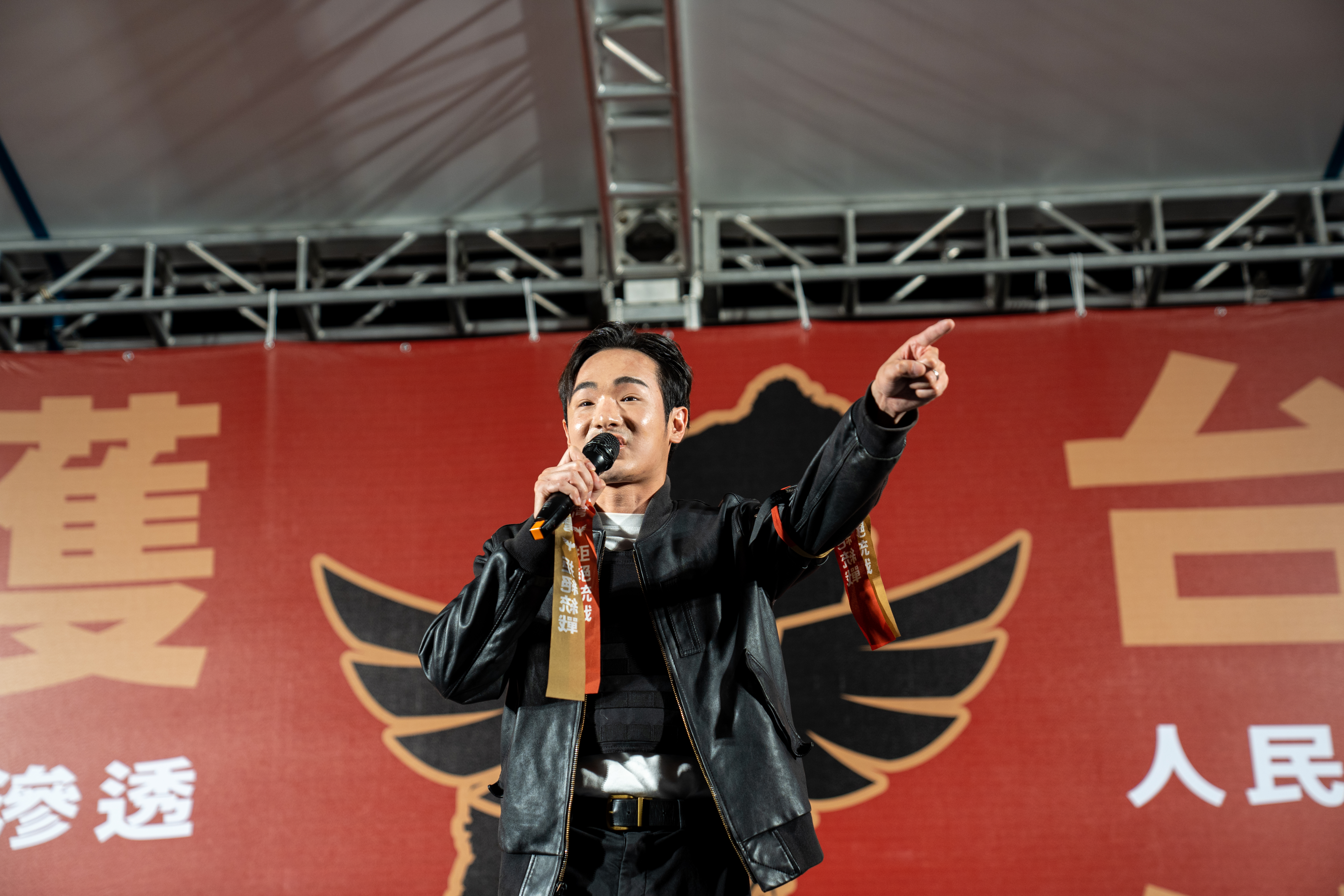
集會舞台的台灣黑鷹與八炯。

2025年8月4日，閩南狼爆料指八炯在與其通話中透露此集會中的老鷹圖騰源自「納粹老鷹」。八炯之後回應稱這是「錯誤的髒水風向」，辯解圖騰來源於美國國鳥白頭海鵰。